# Edgerton (Alberta)
Edgerton es un pueblo canadiense situado en la provincia de Alberta.

## Superficie
Edgerton tiene una superficie de 2,01 km².

## Demografía
En 2021, tenía 385 habitantes, una densidad poblacional de 191,3 hab./km², y 197 viviendas.